# Moviment per la Llibertat (Geòrgia)
El Moviment per la Llibertat (georgià Tavisupleba, თავისუფლება) és un partit polític de Geòrgia, conservador i de dretes, fundat el 2004 per Konstantine "Koko" Gamsakhurdia, fill de l'expresident Zviad Gamsakhurdia.

## Liderat
El líder del partit és Konstantine Gamsakhúrdia, qui va viure des de 1992 fins al 2006 a l'exili suís. A les eleccions legislatives georgianes de 2004 fou el cap de llista del partit. Des de febrer de 2006 dirigeix el moviment a temps complet i el desembre de 2006 va acusar el govern d'atacar als membres del seu partit per mitjans delictius.

## Programa
El Moviment reclama la integració de Geòrgia dins la Unió Europea. Fa una crida a la unitat territorial de Geòrgia. Està integrat pels partidaris del president deposat, raó pel que són coneguts com a zviadistes. Inicialment eren integrats en el Moviment Nacional Unit o la Unió Democràtica pel Reviscolament.

## Història
El partit es va presentar a les eleccions legislatives georgianes de 2004 i va obtenir el 4,39% dels vots, insuficient per a superar el llindar del 7%. L'abril va posar una denúncia per presumpte frau electoral al Tribunal Suprem de Geòrgia.
Les activitats del partit són escasses. A les eleccions celebrades l'1 d'octubre de 2005 el Moviment per la Llibertat es va unir al Partit Conservador de Geòrgia, el Partit Laborista Georgià i l'Oposició Dretana en una aliança electoral.
El novembre de 2007 es va unir al partit Partit Republicà de Geòrgia, el Partit Conservador de Geòrgia, Camí Georgià, Moviment per una Geòrgia Unida, Partit Popular, Fòrum Nacional, Tropa Georgiana, El nostre partit i el Partit de Geòrgia per a formar l'Oposició Unida, que a les eleccions presidencials georgianes de 2008 va donar suport al candidat Levan Gachechiladze. Posteriorment es presentà dins l'Oposició Unida a les eleccions legislatives georgianes de 2008, però després del fracàs electoral ha trencat amb la coalició.